# 涅尔
涅尔（法語：Nyer，法語發音：[ɲɛʁ] ⓘ）是法国东比利牛斯省的一个市镇，属于普拉德区。

## 地理
涅尔（42°32'1"N, 2°16'33"E）面积37 平方千米，位于法国奧克西塔尼大區东比利牛斯省，该省份为法国大陆部分最南部的省份，涵盖了北加泰罗尼亚，北起奥德省，西接阿列日省和安道尔，南与西班牙接壤，东临地中海。
与涅尔接壤的市镇（或旧市镇、城区）包括：苏阿尼亚斯、埃斯卡罗、皮村、芒泰、丰佩德鲁斯、蒂埃斯-昂特尔瓦伊斯、卡纳韦耶。

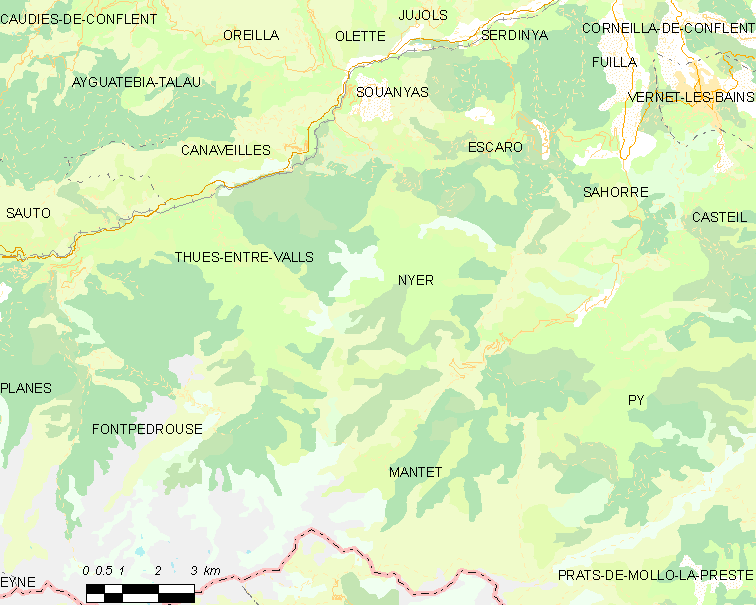
涅尔的OSM定位图

涅尔的时区为UTC+01:00、UTC+02:00（夏令时）。

## 行政
涅尔的邮政编码为66360，INSEE市镇编码为66123。

## 政治
涅尔所属的省级选区为加泰罗尼亚比利牛斯县。

## 人口

1962-2008年间涅尔人口变化图示

涅尔于2022年1月1日时的人口数量为150人。